# Diana, princeza od Walesa
Diana, princeza od Walesa  (rođena Diana Frances Spencer; Norfolk, 1. srpnja 1961. -  Pariz, 31. kolovoza 1997.), bila je članica britanske kraljevske obitelji. Bila je prva supruga kralja Karla III. i majka princa Williama i princa Harryja. Dianin aktivizam i glamur učinili su je međunarodnom ikonom. Javnost ju je često kritizirala zbog njezinog burnog privatnog života.
Diana je rođena u britanskom plemstvu i odrasla je u blizini kuće kraljevske obitelji u Sandringhamu, selu u blizini Norfolka. 1981. godine, dok je radila kao pomoćnica odgojiteljice u vrtiću, zaručila se za princa Charlesa, najstarijeg sina kraljice Elizabete II. Njihovo vjenčanje održano je u Katedrali sv. Pavla 1981. godine i učinilo ju je princezom od Walesa. Imali su dva sina, Williama i Harryja, koji su tada bili drugi i treći u nizu nasljeđivanja britanskog prijestolja. Dianin brak s Charlesom patio je zbog njihove nespojivosti i izvanbračnih veza. Razdvojili su se 1992., ubrzo nakon što je raspad njihove veze postao poznat javnosti. Njihove su bračne poteškoće sve češće objavljivane, a razveli su se 1996. godine.
Kao princeza od Walesa, Diana je preuzela određene kraljevske dužnosti u ime kraljice i predstavljala ju je na funkcijama diljem Commonwealtha. U medijima je proslavljena zbog nekonvencionalnog pristupa humanitarnom radu. Njezin rad u početku je bio usmjeren na djecu i starije osobe, ali je kasnije postala poznata po svojoj uključenosti u dvije posebne kampanje, koje su uključivale prihvaćanje oboljelih od AIDS-a, te kampanju koju je promovirao Međunarodni crveni križ za uklanjanje nagaznih mina. Princeza je u početku bila poznata po svojoj sramežljivosti, ali njena karizma i prijatnost privoljeli su je javnosti i pomogli njenoj reputaciji da preživi žestoki krah braka. Smatrana je vrlo fotogeničnom, bila je predvodnik mode 1980-ih i 1990-ih. Dianina smrt u automobilskoj nesreći u Parizu izazvala je opsežnu javnu žalost i pozornost globalnih medija. Imala je dubok utjecaj na kraljevsku obitelj i britansko društvo.

## Raniji život
Diana Frances Spencer je rođena 1. srpnja 1961. godine u Sandrighamu, selu sjeverno od Norfolka. Bila je četvrto od petero djece grofa Johna Spencera (1924. – 1992.) i grofice Frances Spencer (djevojački Roche; 1936. – 2002.). Obitelj Spencer generacijama je usko povezana s kraljevskom obitelji; obje Dianine bake su bile dvorske dame Elizabeth Bowes-Lyon. Njezini su se roditelji nadali da će dobiti dječaka, zbog čega se nisu mogli odlučiti koje će joj ime dati i sedam dana nakon njenoga rođenja.
Diana je odrasla sa sestrama Sarah i Jane, te bratom Charlesom. Njen brat, John, preminuo je godinu dana prije njenog rođenja, a Diana je navela kako je ovaj događaj bio glavni razlog razvoda njenih roditelja. Kuću u Sandringhamu je obitelj Spencer iznajmljivala od kraljice Elizabete II., koju je Diana u djetinjstvu zvala "Aunt Lilibet". Kraljevska obitelj je često provodila praznike na svom posjedu u Sandringhamu, te je tada Diana provodila mnogo vremena s kraljičinim sinovima, princem Andrewom i princem Edwardom.
Diana je imala sedam godina kada su joj se roditelji rastavili. Njena se majka ubrzo nakon toga, 1969. godine, udala za Petera Shand Kydda. Dianin otac oženio se za Raine, vovotkinju od Dartmoutha. Dianin otac je 1967. godine uspio izboriti skrbništvo nad svojom djecom. Diana je opisala kako je njen odnos s maćehom bio jako loš, te je izjavila kako je svoju maćehu jednom prilikom gurnula niz stepenice.

## Obrazovanje i karijera
Diana je školovanje započela od kuće, sve do devete godine kada je upisala školu Riddlesworth u Thetfordu. Godine 1973. pridružila se svojim sestrama u školi West Heath Girls School u Kentu. Nije imala dobre ocjene, zbog čega je napustila školu sa 16 godina. Školovanje je zatim nastavila na Institutu Alpen Videmanette, u Rougemontu, Švicarskoj.
Godine 1978. preselila se u London gdje je živjela u stanu svoje majke s dvije školske prijateljice. Pohađala je tečaj kuhanja, nakon čega se zaposlila kao instruktor plesa za djecu. Zbog povrede tokom skijanja morala je napustiti ovaj posao. Nakon toga je neko vrijeme čistila kuće svojim prijateljicama i svojoj sestri Sarah. Bila je dadilja u porodici Robinson, Amerikancima koji su živjeli u Londonu. Zadnji posao bio joj je posao asistentice jedne učiteljice u Young England School vrtiću. U srpnju 1979., za svoj 18. rođendan, Diana je od majke na poklon dobila stan koji se nalazio u Earl's Court četvrti Londona. Preselila se u ovaj stan i živjela s tri cimerice sve do 25. veljače 1981. godine.

## Brak
Diana je prvi put upoznala Charlesa, princa Walesa kada je imala 16 godina, odnosno studenog 1977. godine. Tada je on imao 29 godina, te je bio u vezi s njenom starijom sestrom Sarah. Veza između Diane i Charlesa je postajala ozbiljnija kada ju je pozvao na izlet jahtom u gradić Cowes. Nakon ovoga pozvao je da upozna kraljevsku porodicu u dvorcu Balmoral u Škotskoj jednog vikenda studenog 1980. godine. Charles je zaprosio Dianu 6. veljače 1981. godine. Diana je prihvatila, ali su zaruke krili od javnosti 2 tjedna.

### Vjenčanje
Zaruke su objavili 24. veljače 1981. godine. Diana je sama odabrala svoj zaručnički prsten. Napustila je posao asistentice učiteljice, te se preselila u Clarence House, kuću Elizabeth Bowes-Lyon. Nakon toga je do vjenčanja živjela u Buckinghamskoj palači, gdje je navodno bila jako usamljena. Prvi put se s Charlesom pojavila u javnosti ožujka 1981. godine., na humanitarnom balu gdje je upoznala Grace, princezu Monaka.
Dvadesetogodišnja Diana postala je velška princeza kada se udala za Charlesa, 29. srpnja 1981. godine. Vjenčanje je održano u Katedrali svetoga Pavla, jer je imala više sjedišta od Westminsterske opatije, crkve koja se općenito koristila za kraljevska vjenčanja. Vjenčanje je na malim ekranima pratila publika od preko 750 milijuna ljudi, dok se 600.000 postojilo na ulicama Londona. Nije rekla da će ga "slušati"; taj je tradicionalni zavjet izostavljen na zahtjev para, što je izazvalo neke komentare u to vrijeme. Diana je nosila haljinu procijenjenu na £9,000 (ekvivalent £36,700 u 2021.) sa šlepom od 7,62 metra.

### Djeca
Par je imao rezidencije u Kensington palači i kući Highgrove, u blizini Tetburyja. 5. studenoga 1981. objavljena je Dianina trudnoća. U siječnju 1982., 12. tjednu trudnoće, Diana je pala niz stepenice u Sandringhamu, zadobivši modrice, a kraljevski ginekolog Sir George Pinker pozvan je iz Londona; fetus je bio neozlijeđen. Diana je kasnije priznala da se namjerno bacila niz stepenice jer se osjećala "nedovoljnom". 21. lipnja 1982. Diana je rodila prvog sina, princa Williama. Kasnije je patila od postporođajne depresije.
Drugi sin, Harry, rođen je 15. rujna 1984. Diana je rekla da su ona i Charles bili najbliži tijekom njezine trudnoće s Harryjem. Diana je znala da nosi dječaka, ali to nikome nije rekla, jer je znala da je Charles priželjkivao kćerku.
Diana je svojim sinovima pružila šira iskustva nego što je to uobičajeno za kraljevsku djecu. Rijetko je popuštala Charlesu ili kraljevskoj obitelji. Odabrala im je imena, otpustila dadilju kraljevske obitelji i angažirala jednu po vlastitom izboru, odabrala im škole i odjeću, planirala im izlaske i sama ih vodila u školu onoliko često koliko joj je raspored dopuštao. Također je organizirala svoje javne dužnosti prema njihovom rasporedu. Diana je opisala Harryja kao "zločestog, baš poput mene", a Williama kao "mog malog mudrog starca" na kojeg se počela oslanjati kao na svog pouzdanika u njegovim ranim tinejdžerskim godinama.

### Bračni problemi
Pet godina nakon vjenčanja, nekompatibilnost para i razlika od 12 godina postala je vidljiva i štetna. Godine 1986. Diana je započela vezu s majorom Jamesom Hewittom, bivšim obiteljskim instruktorom jahanja, a iste je godine Charles obnovio vezu sa svojom bivšom djevojkom Camillom Parker Bowles. Mediji su spekulirali da je Hewitt, a ne Charles, Harryjev otac na temelju navodne fizičke sličnosti Hewitta i Harryja, no Hewitt i drugi su to demantirali. Harry je rođen dvije godine prije nego što su Hewitt i Diana započeli vezu.
Godine 1989. Diana je bila na rođendanskoj zabavi Camilline sestre, Annabel Elliot, kada se suočila s Camillom o njezinoj i Charlesovoj izvanbračnoj aferi. Te su afere kasnije razotkrivene u svibnju 1992. objavljivanjem knjige Andrewa Mortona, "Diana: Her True Story". Knjiga, koja je otkrila i Dianinu navodno suicidalnu nesreću, izazvala je medijsku buru. Godine 1991. James Colthurst vodio je tajne intervjue s Dianom u kojima je ona govorila o svojim bračnim problemima i poteškoćama. Te su snimke kasnije korištene kao izvor za Mortonovu knjigu.
Kraljica i princ Filip pozvali su Charlesa i Dianu i bezuspješno pokušali postići pomirenje. Filip je pisao Diani i izrazio svoje razočaranje izvanbračnim vezama i nje i Charlesa; zamolio ju je da ispita njihovo ponašanje s gledišta drugoga. Bilo joj je teško prihvatiti pisma, ali je ipak cijenila da je djelovao s dobrom namjerom. Neki su ljudi, uključujući Dianinu blisku prijateljicu Simone Simmons, tvrdili da su se Diana i njezin bivši svekar, princ Philip, često svađali, međutim, drugi promatrači rekli su da pisma nisu davala znake lošeg odnosa između njih. Filip je kasnije izdao izjavu, javno negirajući optužbe da je vrijeđao Dianu.
U studenom 1992. procurile su snimke "Camillagate", intimni razgovori između Charlesa i Camille, objavljeni su u tabloidima. Na videu koju je snimio Peter Settelen 1992., Diana je rekla da je od 1984. do 1986. bila "duboko zaljubljena u nekoga tko je radio u ovom okruženju." Smatra se da je mislila na tjelohranitelja Barryja Mannakeeja, koji je 1986. godine prebačen u Odjel za diplomatsku zaštitu nakon što su njegovi menadžeri utvrdili da je njegova veza s Dianom bila neprimjerena. Dianini prijatelji odbacili su tu tvrdnju kao apsurdnu. Na snimcima je s gorčinom govorila o svom suprugu rekavši da je "[on] učinio da se osjećam toliko neprikladnom na sve moguće načine, da me svaki put kad bih se popela po zrak on ponovno gurnuo dole." Charlesova teta, princeza Margaret, spalila je "vrlo osobna" pisma koja je Diana napisala kraljici Elizabeth, kraljici majci 1993. godine. Biograf William Shawcross smatra da je Margaretin postupak "razumljiv" jer je "štitila svoju majku i druge članove obitelji".
Iako je za svoje bračne probleme krivila Camillu, Diana je počela vjerovati da je njezin suprug također bio upleten u druge afere. U listopadu 1993. Diana je pisala svom batleru Paulu Burrellu, rekavši mu da vjeruje da je njezin suprug sada zaljubljen u svoju osobnu asistenticu Tiggy Legge-Bourke—koja je također bila bivša dadilja njegovih sinova—i da je Charles planira ubiti "kako bi mu bio otvoren put da se oženi s Tiggy", međutim kasnije je dokazano da Charles i Tiggy nisu bili u vezi. Princ Charles tražio je javno razumijevanje putem televizijskog intervjua s Jonathanom Dimblebyjem 29. lipnja 1994. U intervjuu je rekao da je obnovio svoju vezu s Camillom 1986., tek nakon što se njegov brak s Dianom "nepovratno raspao". Iste godine Dianina afera s Jamesom Hewittom detaljno je razotkrivena u knjizi "Zaljubljena princeza" Anne Pasternak, a Hewitt je bio glavni izvor. Diana je očito bila uznemirena i ogorčena kada je knjiga objavljena, iako je Pasternak tvrdila da je Hewitt djelovao uz Dianinu podršku.
Iste godine, News of the World je tvrdio da je Diana obavila preko 300 telefonskih poziva oženjenom trgovcu umjetninama Oliveru Hoareu. Dokazano je da su ovi pozivi upućeni iz njenog stana u Kensingtonskoj palači i iz telefonske govornice ispred palače. Međutim, Diana je zanijekala bilo kakvu romantičnu vezu s Hoareom, kojeg je opisala kao prijatelja. Tisak ju je također povezivao s ragbijašem Willom Carlingom i privatnim investitorom Theodoreom J. Forstmannom, ali te tvrdnje nisu ni potvrđene ni dokazane.

### Razvod
Novinar Martin Bashir intervjuirao je Dianu za BBC-jevu emisiju Panorama. Intervju je emitiran 20. studenoga 1995. Diana je razgovarala o svojim i suprugovim izvanbračnim vezama. Osvrnuvši se na Charlesov odnos s Camillom, rekla je: "Pa, bilo nas je troje u ovom braku, pa je bila mala gužva." Također je izrazila sumnju u prikladnost svog supruga za kraljevanje. U intervjuu je izjavila da je patila od depresije, bulimije, te da je mnogo puta počinila samoozljeđivanje. Kombinacija bolesti od kojih je Diana sama rekla da je patila rezultirala je stavom nekih njezinih biografa da je imala granični poremećaj osobnosti. Kasnije je otkriveno da je Bashir koristio krivotvorene bankovne izvode kako bi zadobio povjerenje Diane i njezina brata kako bi osigurao intervju, lažno navodeći da su njoj bliski ljudi bili plaćeni za špijuniranje.
Intervju se pokazao kao prekretnica. 20. prosinca 1995. Buckinghamska palača objavila je da je kraljica poslala pisma Charlesu i Diani, savjetujući ih da se razvedu. Kraljičin potez podržali su premijer i viši savjetnici, a prema BBC-ju odlučeno je nakon dva tjedna razgovora. Charles je službeno pristao na razvod u pisanoj izjavi ubrzo nakon toga. U veljači 1996. Diana je objavila svoj pristanak nakon pregovora s Charlesom i predstavnicima kraljice. U srpnju 1996. par je dogovorio uvjete razvoda. To je uslijedilo ubrzo nakon Dianine optužbe da je Charlesova osobna asistentica Tiggy Legge-Bourke pobacila njegovo dijete, nakon čega je Tiggy uputila svog odvjetnika Petera Carter-Rucka da zahtijeva ispriku. Glasine o Tiggyijinom navodnom pobačaju očito je proširio Martin Bashir kako bi dobio njegov Panorama intervju s Dianom.
Odluka je izdana 15. srpnja 1996., a razvod je okončan 28. kolovoza 1996. Diana je dobila paušalni iznos od 17 milijuna funti (ekvivalentno 33 milijuna funti u 2021.) kao i 400.000 funti godišnje. Par je potpisao ugovor o povjerljivosti koji im je zabranjivao da razgovaraju o detaljima razvoda ili bračnog života. Kraljica je navodno željela dopustiti Diani da nastavi koristiti stil Kraljevskog Visočanstva nakon razvoda, ali Charles je inzistirao na njegovom uklanjanju. Princ William je navodno umirio svoju majku: "Ne brini, mama, vratit ću ti ga jednog dana kada budem kralj." Gotovo godinu dana prije, princ Philip je upozorio Dianu: "Ako se ne budeš lijepo ponašala, djevojko moja, oduzet ćemo ti titulu." Na što je odgovorila: "Moja titula je puno starija od tvoje, Filipe".

## Život nakon razvoda
Nakon razvoda Diana je zadržala stan na sjevernoj strani Kensingtonske palače koji je dijelila s Charlesom od prve godine njihova braka; stan je ostao njezin dom do njezine smrti sljedeće godine. U knjizi objavljenoj 2003. Paul Burrell tvrdi da su Dianina privatna pisma otkrila da joj je njezin brat, lord Spencer, odbio dopustiti da živi u Althorpu, unatoč njezinu zahtjevu. Nadalje, nastavila je imati pristup nakitu koji je dobila tijekom braka, a dopušteno joj je i korištenje zračnog prijevoza britanske kraljevske obitelji i vlade. 
Diana je bila u vezi s britansko-pakistanskim kardiokirurgom Hasnatom Khanom, kojeg su mnogi njezini najbliži prijatelji nakon njezine smrti nazivali "ljubavlju njezina života", i navodno ga je opisala kao " gospodin divni". U svibnju 1996. Diana je posjetila Lahore na poziv Imrana Khana, rođaka Hasnata Khana, te je u tajnosti posjetila potonju obitelj. Khan je bio jako privatan i veza se odvijala u tajnosti, a Diana je lagala novinarima koji su je ispitivali o tome. Njihova je veza trajala gotovo dvije godine s različitim izjavama o tome tko ju je prekinuo. Prema Khanovom svjedočenju u istrazi o njezinoj smrti, Diana je bila ta koja je prekinula njihovu vezu u ljeto 1997. Navodno Dianina majka, Frances Shand Kydd, nije odobravala vezu svoje kćeri s muslimanom. Do vremena Dianine smrti 1997. godine, nije razgovarala s majkom četiri mjeseca. Nasuprot tome, njezin odnos s maćehom navodno se poboljšao.
U roku od mjesec dana, Diana je započela vezu s Dodijem Fayedom, sinom njenog ljetnog domaćina, Mohameda Al-Fayeda. Tog je ljeta Diana razmišljala o tome da odvede svoje sinove na odmor u Hamptons na Long Islandu, ali službenici sigurnosti su to spriječili. Nakon što je odlučila da ne ide na Tajland, prihvatila je Fayedov poziv da se pridruži njegovoj obitelji na jugu Francuske, gdje njegovo imanje i veliko osiguranje neće izazvati zabrinutost Kraljevske zaštitne jedinice. Mohamed Al-Fayed kupio je Jonikal, 60-metarsku jahtu vrijednu više milijuna funti na kojoj je zabavljao Dianu i njezine sinove.

## Smrt
31. kolovoza 1997. Diana je poginula u prometnoj nesreći u tunelu Pont de l'Alma u Parizu dok je vozač bježao od paparazza. Nesreća je također rezultirala smrću Dodija Fayeda i vozača, Henrija Paula, koji je bio vršitelj dužnosti upravitelja sigurnosti hotela Ritz Paris. Trevor Rees-Jones, kojeg je Dodijev otac zaposlio kao tjelohranitelja, preživio je nesreću. Televizijski prijenos sprovoda, 6. rujna, pratila je britanska televizijska publika koja je dosegla vrhunac od 32,10 milijuna gledatelja, što je bila jedna od najvećih brojki gledanosti u Ujedinjenom Kraljevstvu ikada. Milijuni drugih gledali su događaj diljem svijeta.

### Sprovod
Iznenadna i neočekivana smrt iznimno popularne kraljevske osobe donijela je izjave poznatih osoba diljem svijeta. Ljudi su mjesecima ostavljali cvijeće, svijeće, čestitke i osobne poruke ispred Kensingtonske palače. Njezin lijes, ogrnut kraljevskom zastavom, donijele su u London iz Pariza njene dvije sestre i princ Charles. Lijes je odnesen u privatnu mrtvačnicu, a zatim postavljen u Kraljevsku kapelu, palaču St. James.
Dana 5. rujna kraljica Elizabeta II odala joj je počast u televizijskom prijenosu uživo. Dianin sprovod održan je u Westminsterskoj opatiji 6. rujna. Njezini sinovi hodali su u pogrebnoj povorci iza njezina lijesa, s njenim bivšim suprugom princom od Walesa, vojvodom od Edinburgha, Dianinim bratom lordom Spencerom i predstavnicima nekih njezinih dobrotvornih organizacija. Lord Spencer rekao je o svojoj sestri, "Dokazala je u prošloj godini da joj nije potrebna kraljevska titula kako bi nastavila stvarati svoju posebnu vrstu magije."

### Teorije zavjere
Početna francuska pravosudna istraga zaključila je da je nesreću uzrokovala Paulova alkoholiziranost, nesmotrena vožnja, prebrza vožnja i djelovanje lijekova na recept. U veljači 1998. Mohamed Al-Fayed, otac Dodija Fayeda, javno je rekao da je nesreća, u kojoj je poginuo njegov sin, bila planirana i optužio MI6 i vojvodu od Edinburgha. Istraga koja je započela u Londonu 2004. i nastavila se 2007. – 2008. nesreću je pripisala Paulovoj krajnje nemarnoj vožnji i paparazzima koji su ga progonili, koji su Paula natjerali da prebrzo uđe u tunel.